# Bukowiec (Wyżyna Olkuska)
Bukowiec – zalesione wzgórze o wysokości 401,6 m n.p.m. Znajduje się na Wyżynie Olkuskiej na północ od miejscowości Gorenice w województwie małopolskim.